# 彭磷基
彭磷基（1940年7月—），男，汉族，中华人民共和国企业家、政治人物，广州市番禺祈福新邨房地产有限公司董事长、香港祈福国际投资公司董事长，第十、十一届全国政协委员。

## 生平
2008年，当选第十一届全国政协委员，代表特别邀请人士，分入第五十八组。并担任港澳台侨委员会专委。
彭磷基於美國印第安納理工學院獲得土木工程學士學位，加拿大麥基爾大學獲得建築碩士學位。

### 扶贫生涯

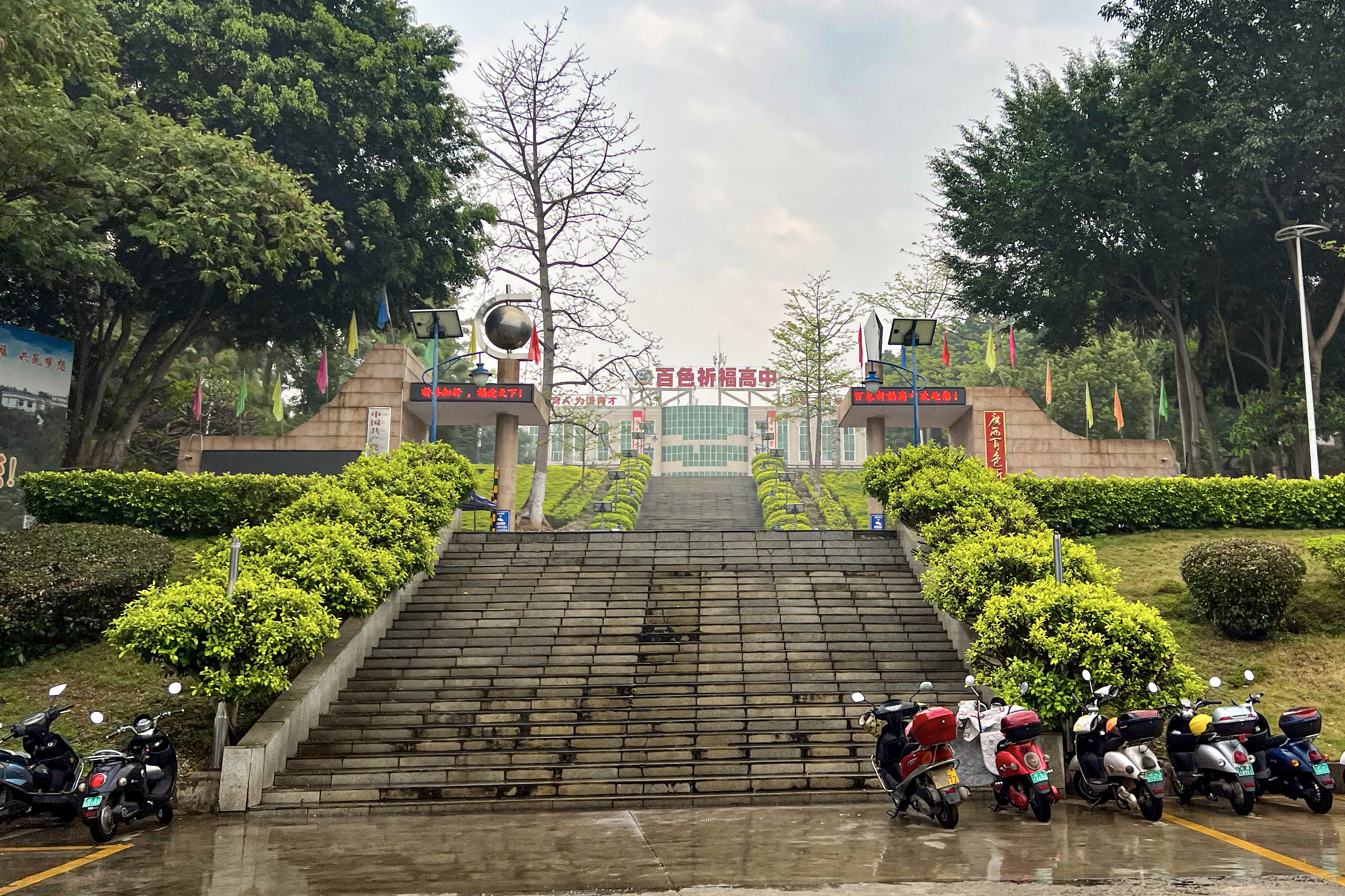
由彭磷基捐资援建的百色祈福高中

1998年7月，在时任广州市政协主席陈开枝牵线搭桥下，彭磷基捐赠近3000万元援建百色祈福高级中学，并亲自参与工程。2000年9月学校建成并招收首批新生。2007年，祈福集团向祈福高中捐资150万元用于扩建教学楼；2010年，彭捐款200万元资助祈福高中建设学术交流中心大楼，学术交流中心以其夫人孟丽红的姓名来命名。祈福高中建校初期，为学生提供更优质的教育，彭便倡议举办“广州班”，并在2014年和孟捐资300万元举办“孟丽红班”。

## 家庭
妻子孟丽红。